# Вишнянский
Вишнянский — хутор в Матвеево-Курганском районе Ростовской области.
Входит в состав Новониколаевского сельского поселения.

## География
На хуторе имеется одна улица: Тенистая.

## Население
| 2010 |
| ---- |
| 17   |